# L'opera italiana
L'opera italiana è un programma televisivo italiano in onda dal 10 aprile 2017 su Rai 5 condotto da Elio.

## Puntate
- 1: Claudio Monteverdi
- 2: I barbieri
- 3: Il matrimonio segreto
- 4: L'italiana in Algeri
- 5: Semiramide
- 6: Norma
- 7: La sonnambula
- 8: L'elisir d'amore
- 9: Lucia di Lammermoor
- 10: Macbeth
- 11: Rigoletto
- 12: La traviata
- 13: Aida
- 14: Cavalleria rusticana
- 15: Falstaff
- 16: Manon Lescaut
- 17: La bohème
- 18: Tosca
- 19: Madama Butterfly
- 20: Turandot